# Ordine di Andrés Bello
L'Ordine di Andrés Bello è un ordine cavalleresco venezuelano.

## Storia
L'Ordine è stato fondato nel 1965 per premiare i servizi alle arti.

## Classi
L'Ordine dispone delle seguenti classi di benemerenza:
- Gran Croce
- Commendatore
- Cavaliere

## Insegne
- Il nastro è viola con una striscia bianca al centro.